# Đơn vị 61398 của quân đội Trung Quốc
Đơn vị 61398 của quân đội Trung Quốc (tiếng Trung: 61398部队, Pinyin: 61398 bùduì) tên gọi chung của một đơn vị mật bị cho là đơn vị chiến tranh mạng của Quân đội của Cộng hòa Nhân dân Trung Hoa  để thi hành các hoạt động gián điệp và phá hoại các hệ thống máy tính, chủ yếu là ở Hoa Kỳ. Đơn vị 61.398 trong những năm gần đây bị cho là chịu trách nhiệm những vụ do thám hệ thống máy tính của chính phủ Mỹ, quân đội Mỹ (trong đó có Bộ Quốc phòng, NASA) và cũng nhiều lần tại các máy tính của các công ty truyền thông lớn (ví dụ: New York Times, Wall Street Journal) đã bị hack. Ngoài ra các doanh nghiệp kinh doanh quan trọng (như General Motors) cũng bị do thám.

## Lịch sử
Vào ngày 19 Tháng 5 năm 2014, Bộ Tư pháp Mỹ công bố rằng một liên bang bồi thẩm đoàn đã đưa ra tòa một bản cáo trạng của năm cán bộ đơn vị 61.398 về tội dọ thám, trộm cắp thông tin bí mật kinh doanh và sở hữu trí tuệ từ các công ty thương mại Mỹ và đưa phần mềm độc hại vào máy tính của họ. Đơn truy tố là cáo buộc đầu tiên về tội hack mà Hoa Kỳ đưa ra tòa chống lại viên chức ngoại quốc. 5 người này là Huang Zhenyu (黄振宇), Wen Xinyu (文新宇), Sun Kailiang (孙凯亮), Gu Chunhui (顾春晖), và Wang Dong (王东). Có những dấu vết làm bằng chứng là cơ sở hoạt động của họ ở một tòa nhà 12 tầng gần đường Datong trong một khu vực công cộng, sử dụng hỗn hợp của Phố Đông ở Thượng Hải.
Một báo cáo của công ty bảo mật máy tính Mandiant nói rằng đơn vị 61398 được cho là hoạt động thuộc Cục 2 của Bộ tổng tham mưu Quân đội giải phóng Nhân dân. Có bằng chứng là nó bao gồm, hoặc là chính nó, một thực thể, Mandiant gọi là APT1, một phần của mối đe dọa cao cấp dai dẳng đã tấn công một loạt các tập đoàn và các tổ chức chính phủ trên khắp thế giới ít nhất là từ năm 2006. APT1 được mô tả là gồm có bốn mạng lớn ở Thượng Hải, hai trong số đó phục vụ khu vực Tân Phố Đông. Nó là một trong số hơn 20 nhóm APT có nguồn gốc từ Trung Quốc. Cục 3 và 4, chịu trách nhiệm cho chiến tranh điện tử, được cho là bao gồm các đơn vị quân đội Trung Quốc chủ yếu là chịu trách nhiệm về xâm nhập và điều khiển mạng máy tính.
Một bài tường thuật 2012 của hãng An ninh Northrop Grumman nhận xét là chiến thuật chiến tranh mạng của Trung Quốc là "tập trung phối hợp giữa các nguồn lực của nhà nước, các lãnh vực dân sự và quân đội." 